# قرقره ماهیگیری

بخش‌های یک قرقره چرخان: ۱: بلند کردن ۲: صندلی قرقره ۳: پای قرقره ۴: دسته ۵: بازوی پشتیبانی ۶: اهرم ضد معکوس ۷: قرقره رکاب‌دار ۸: نخ ماهیگیری ۹: دستگیره تنظیم کشیدن

قرقره ماهیگیری یا چرخ ماهیگیری یک قرقره دستی است که در ماهیگیری برای انداختن (پرت کردن) و بستن نخ ماهیگیری استفاده می‌شود، که معمولاً روی چوب ماهیگیری نصب می‌شود، اما ممکن است برای بازیابی یک تیر بسته در هنگام ماهیگیری با کمان نیز استفاده شود.

## نگارخانه

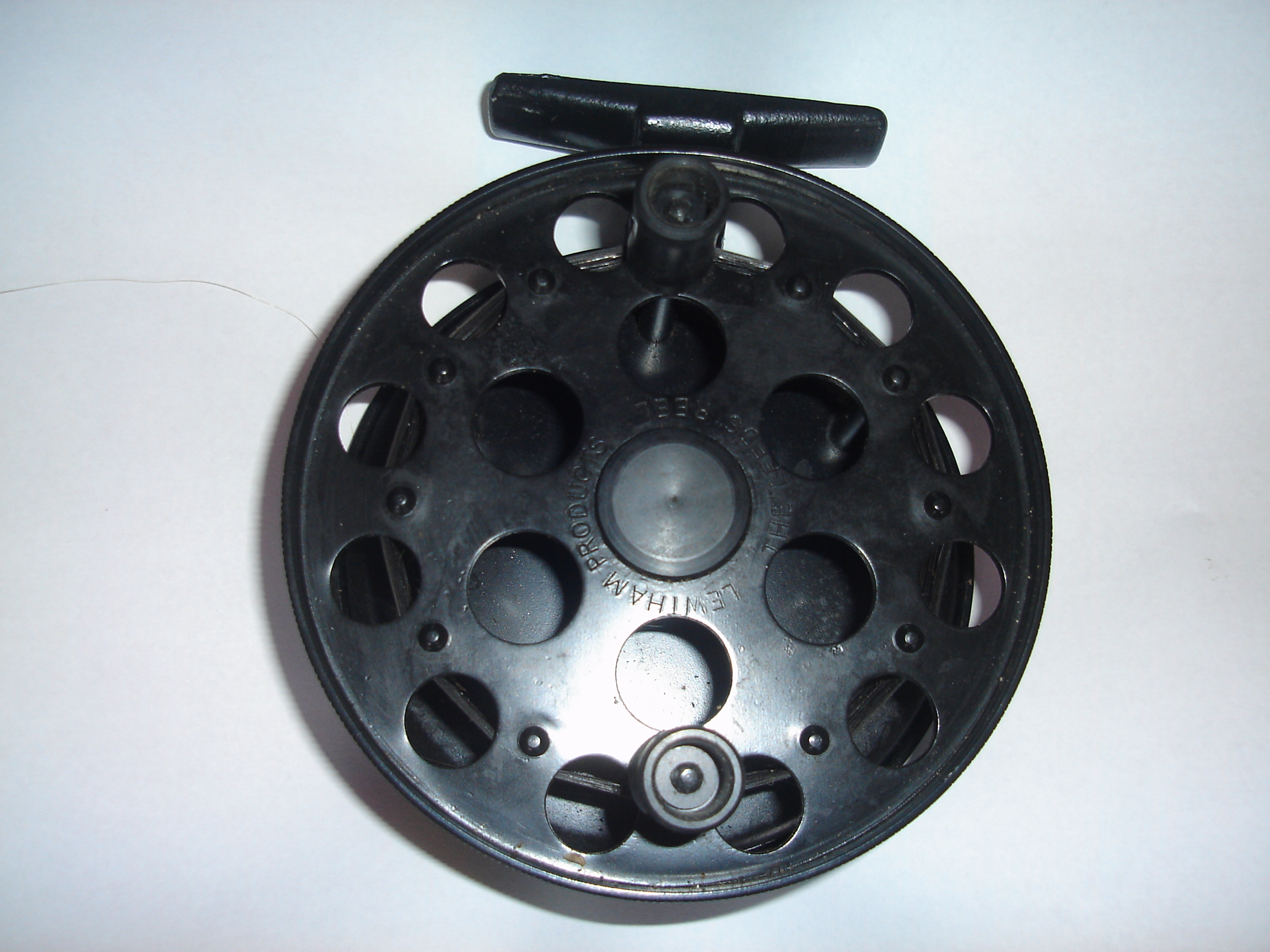
یک قرقره مرکزمحوری
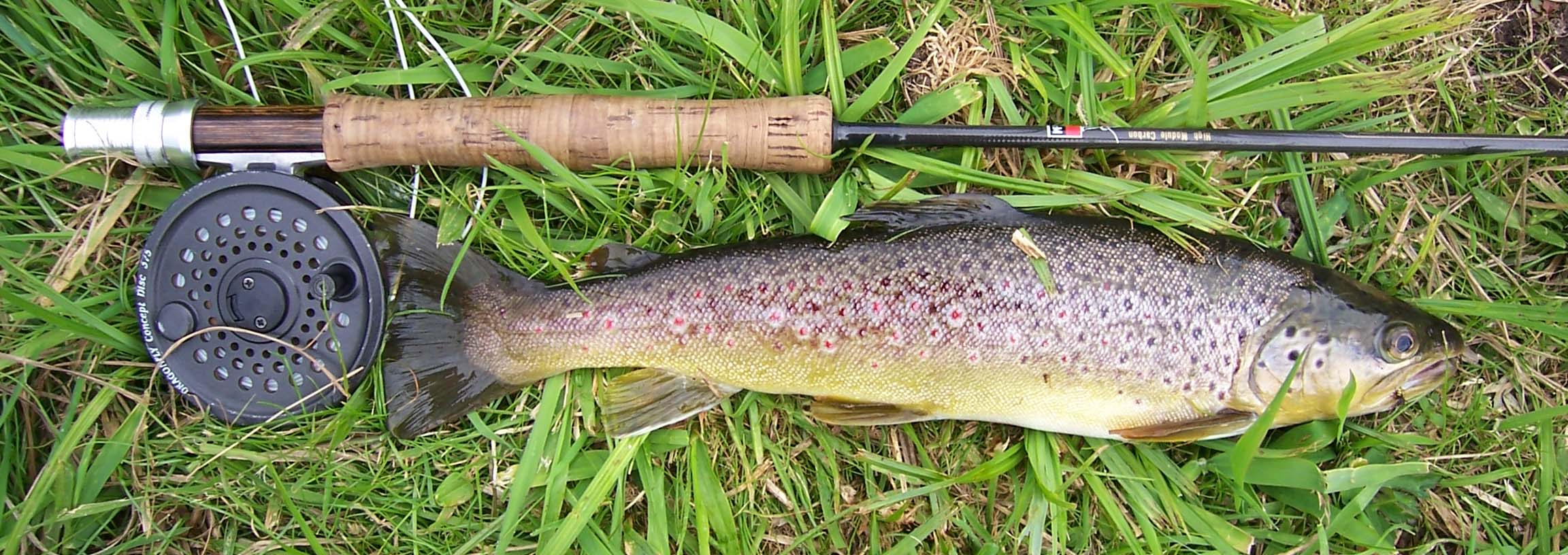
یک قرقره و میله با یک قزل‌آلای قهوه‌ای صیدشده
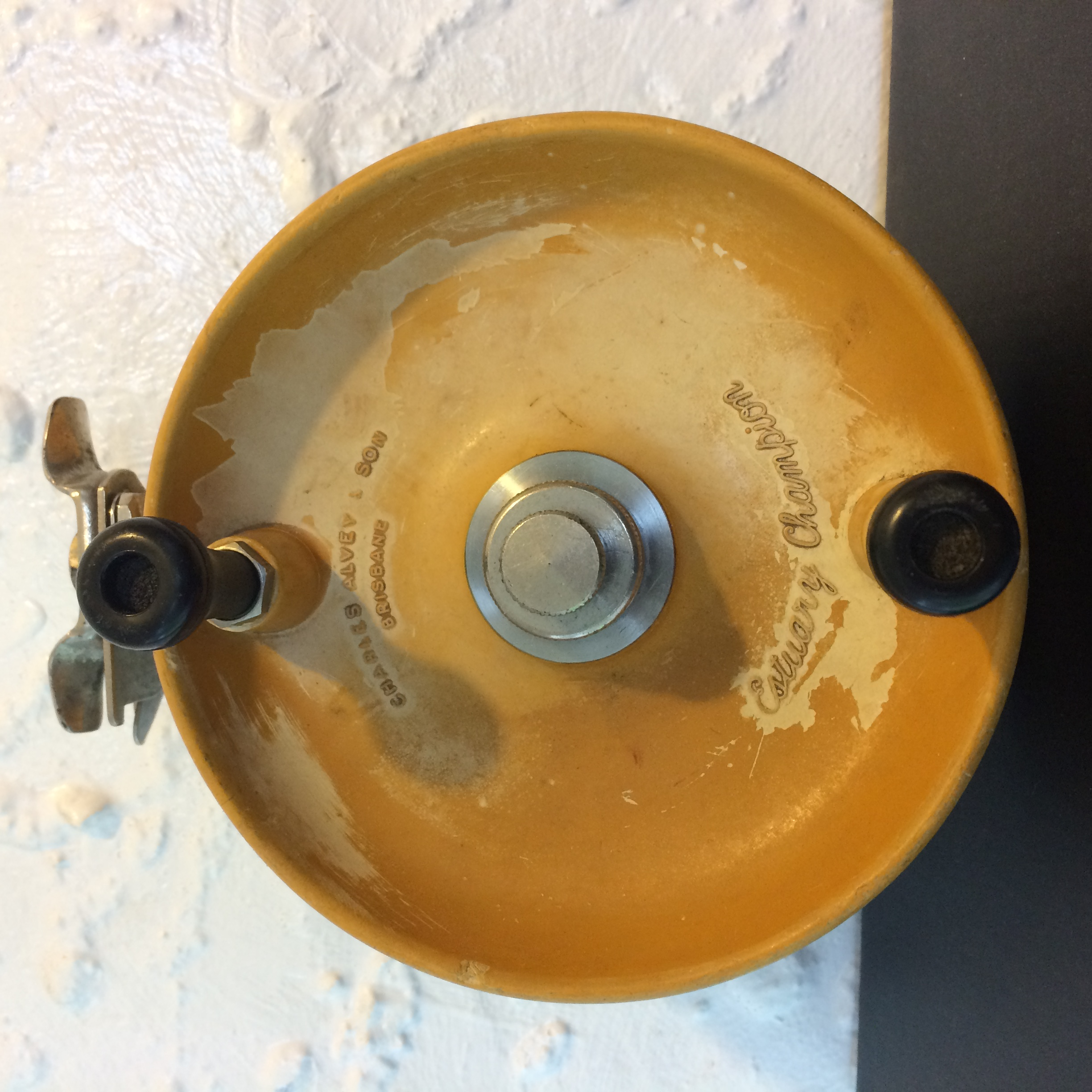
قرقره جمع‌شونده کناری «Alvey» ساخت استرالیا